# Health Lean Logistics
Health Lean Logistics (HLL) és una empresa catalana amb seu a Barcelona especialitzada en el disseny, implementació i gestió de solucions en l'àmbit de la logística i compres del sector sanitari.
Nascuda l'any 2004, HLL disposa de filials a Portugal, Brasil, Panamà, Costa Rica i als Estats Units, i compta amb un total de 50 col·laboradors a escala mundial. Albert Tarrats n'és el director general actualment. Té un establiment d'explotació a Santa Perpètua de Mogoda (Vallès Occidental), des del qual segons les dades de 2011 servia deu centres sanitaris catalans. La facturació de la companyia va arribar, l'any 2010, als 3,5 milions d'euros, i una previsió de creixement del 25% el 2011.